# Arme factice

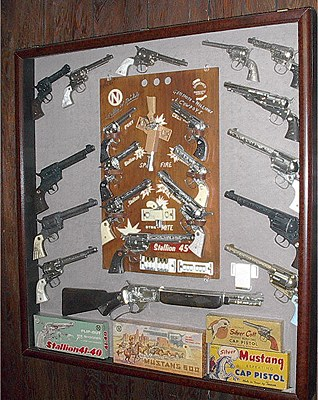
Collection d'armes jouets.

Une arme factice  (parfois appelée fausse arme à feu ou imitation d'arme) est un objet imitant parfois de façon très réaliste, une arme réelle. Les armes factices sont le plus souvent des jouets ou des répliques destinées aux collectionneurs.
Les armes factices sont parfois utilisées pour exercer des menaces afin d'obtenir des résultats similaires à ceux qui seraient obtenus à l'aide d'armes réelles. Un tel usage est régulièrement réprimé et sanctionné au même titre que le port d'armes réelles.

## Définition criminelle
Les pays ont une politique répressive au regard de l'usage d'armes factices à des fins criminelles différente selon l'origine de leur droit.

### Au Canada
La fausse arme à feu est  définie à l'article 84 (1) du Code criminel comme étant « Tout objet ayant l’apparence d’une arme à feu, y compris une réplique. (imitation firearm) ».
Les paragraphes 2 et 3 de l'article 85 du Code criminel concernent l'usage d'une fausse arme à feu lors de la perpétration d'une infraction : 

« Usage d’une fausse arme à feu lors de la perpétration d’une infraction
(2) Commet une infraction quiconque, qu’il cause ou non des lésions corporelles en conséquence ou qu’il ait ou non l’intention d’en causer, utilise une fausse arme à feu :
a) soit lors de la perpétration d’un acte criminel;
b) soit lors de la tentative de perpétration d’un acte criminel;
c) soit lors de sa fuite après avoir commis ou tenté de commettre un acte criminel.
Peine
(3) Quiconque commet l’infraction prévue au paragraphe (1) ou (2) est coupable d’un acte criminel passible :
a) dans le cas d’une première infraction, sauf si l’alinéa b) s’applique, d’un emprisonnement maximal de quatorze ans, la peine minimale étant de un an;
b) en cas de récidive, d’un emprisonnement maximal de quatorze ans, la peine minimale étant de trois ans. »

On peut noter qu'en vertu de cette disposition, cette infraction d'usage d'une fausse arme à feu ne s'applique pas aux infractions sommaires pures en raison de la distinction entre acte criminel et infraction sommaire pure prévue à l'art. 34 de la Loi d'interprétation, qui prévoit qu'un acte criminel inclut les actes criminels purs et les infractions hybrides, mais pas les infractions sommaires pures.

### En Belgique
Les armes factices sont classées selon la législation modifiée en 2007 dans la première catégorie, à savoir celle des armes en vente libre.

### En France
En France, l'article 132-75, 3e alinéa du code pénal réprime à l'identique l'usage d'une arme réelle et l'usage d'une arme factice.
La Cour et les tribunaux en font une jurisprudence constante : la personne qui utilise une arme factice pour commettre un délit encourt exactement les mêmes peines que si l'arme avait été réelle.
Une exception peut être notée : si l'arme factice était portée à la ceinture ou dans le coffre d'une voiture, alors l'usage ou la menace de l'arme seraient remis en cause, et non pas le fait qu'elle ne soit qu'une imitation.
Le décret 95-589 du 6 mai 1995 réglemente l'usage et la vente d'armes.

## Armes jouets

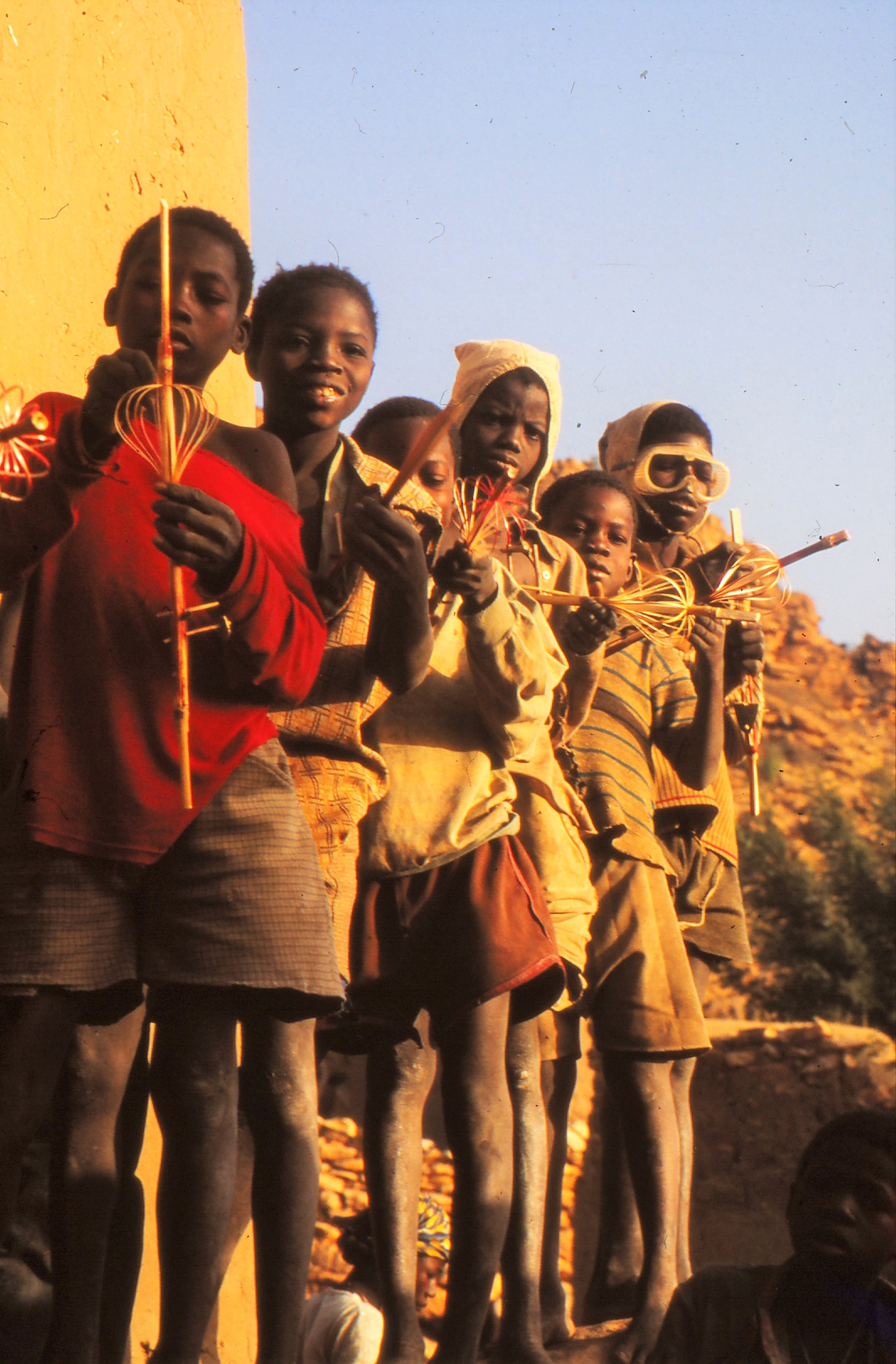
Six garçons avec des fusils-jouets fabriqués à partir de tiges de mil sont alignés au marché, Tireli (Mali), années 1980.

L'industrie du jouet produit de nombreuses reproductions d'armes, dont celles destinées à la pratique de l'airsoft. Ces répliques (airsoft gun) extrêmement réalistes sont interdites à la vente aux mineurs.
Certains jeux vidéo peuvent nécessiter l'utilisation d'armes factices.